# Trichopeziza subsulphurea
Trichopeziza subsulphurea är en svampart som tillhör divisionen sporsäcksvampar, och som först beskrevs av Svr?ek, och fick sitt nu gällande namn av Baral. Trichopeziza subsulphurea ingår i släktet Trichopeziza, och familjen Hyaloscyphaceae. Arten är reproducerande i Sverige.